# Kelebia (Szerbia)
Kelebia (szerbül Келебија / Kelebija, horvátul Kelebija) falu a Délvidéken, Szerbiában, Vajdaságban, az Észak-bácskai körzetben. Kelebia Szerbiában az ország legészakabban fekvő települése, közvetlenül a szerb–magyar határ mentén. 1978 óta határátkelőhely működik itt, amely a magyar oldalon Tompa-Kelebia néven ismert.
Magyarországon is van egy Kelebia nevű település, ugyanis az 1920-ban véglegesült új államhatár kettévágta a Kelebia-puszta nevű népes tanyavilágot; ezt követően a határ mindkét oldalán önálló faluközpont alakult ki.

## Neve
Az „Alsókelebia” elnevezést főleg Magyarországon használják, megkülönböztetésül, hogy a határ déli oldalán lévő települést értik alatta. A Vajdaságban a helyiek csak ritkán illetik a falut ezzel a névvel.

## Története
A Kelebiai-tó délnyugati részét a helyiek Templomhegynek nevezik, ahol régészek egy középkori templom nyomait és egy temető maradványait tárták fel.
Kelebiát 1297-ben említik először Simon Filins Wasa de Kelyb nemes kapcsán. A török hódoltság alatt elnéptelenedett vidéket (pusztát) a felszabadulás után, 1702-ben csatolták Szabadkához. Egy 1783-as térkép szerint régi, a középkorban is ismert utak haladtak a mai falu területén keresztül Baja, Tataháza, Mátéháza, Mélykút és Halas felé. Ezek az utak mentén a 19. században a tanyák már sorokat alkottak, így alakult ki többek között az Akasztai, Belső, Csajkás, Kertész, Kernyájszky (a mai Szerb), Mácsai sor. Az alsókelebiai tanyák a 20. század közepére váltak összefüggő településsé, főleg miután elkészült a népes tanyavilág számára épített impozánsabb katolikus templom (1937). A templom felszentelése felgyorsította a faluképződést, ugyanis a távoli szállások helyett sokan inkább a templom közelében építették fel családi házukat. A templom Molczer Károly tervei alapján készült Lajčo Gršić kivitelezésében. Ünnepe az Apostolok küldetése napján van (július 16.).

## Népesség
A 2002-es népszámlálás adatai:
| Nemzetiség           | fő   | %     |
| -------------------- | ---- | ----- |
| magyarok             | 1275 | 58,80 |
| szerbek              | 367  | 16,92 |
| horvátok, bunyevácok | 271  | 12,49 |
| jugoszlávok          | 102  | 4,70  |
| egyéb                | 32   | 1,45  |

## Képek

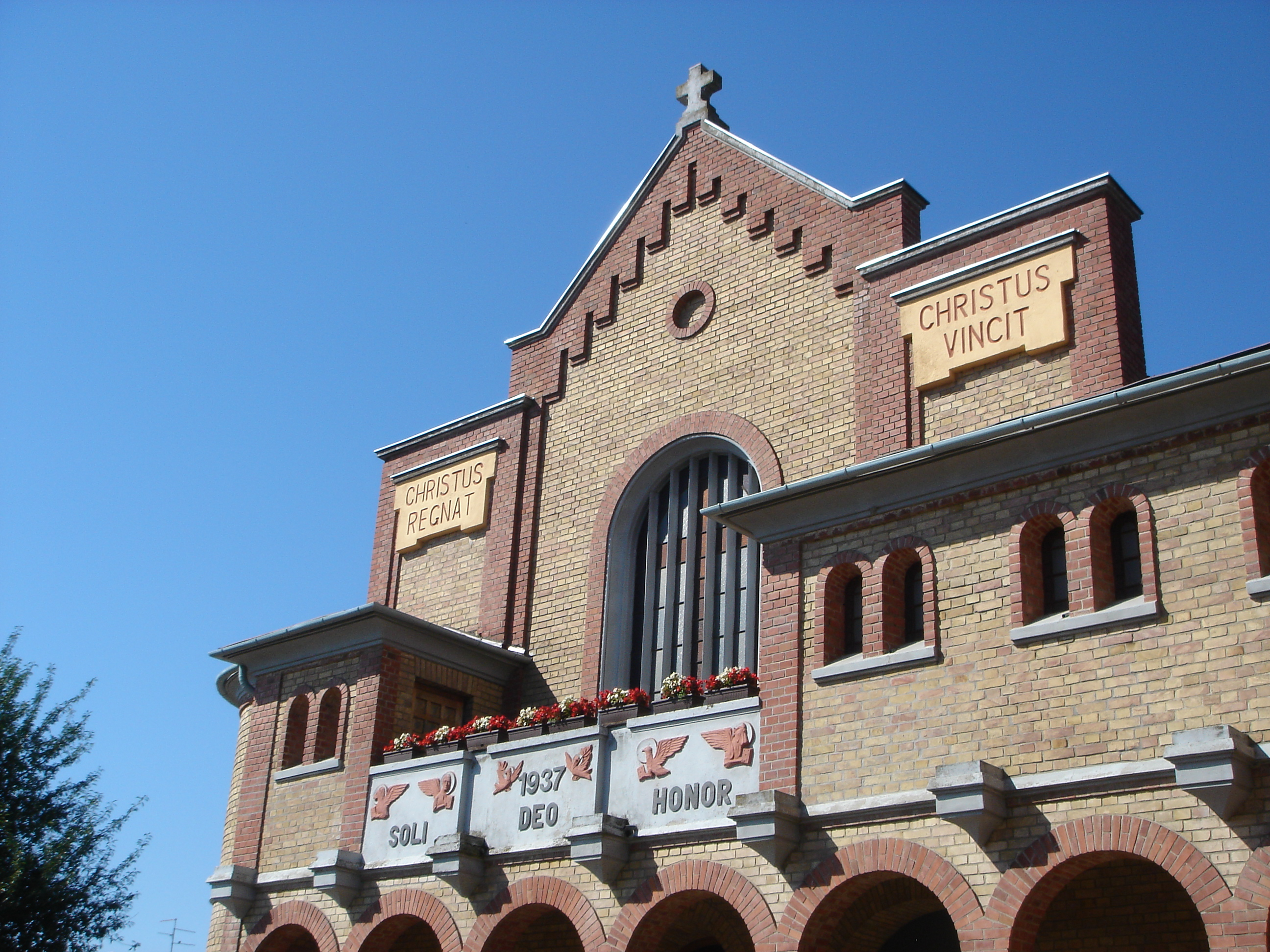
A templom homlokzata az építés évével
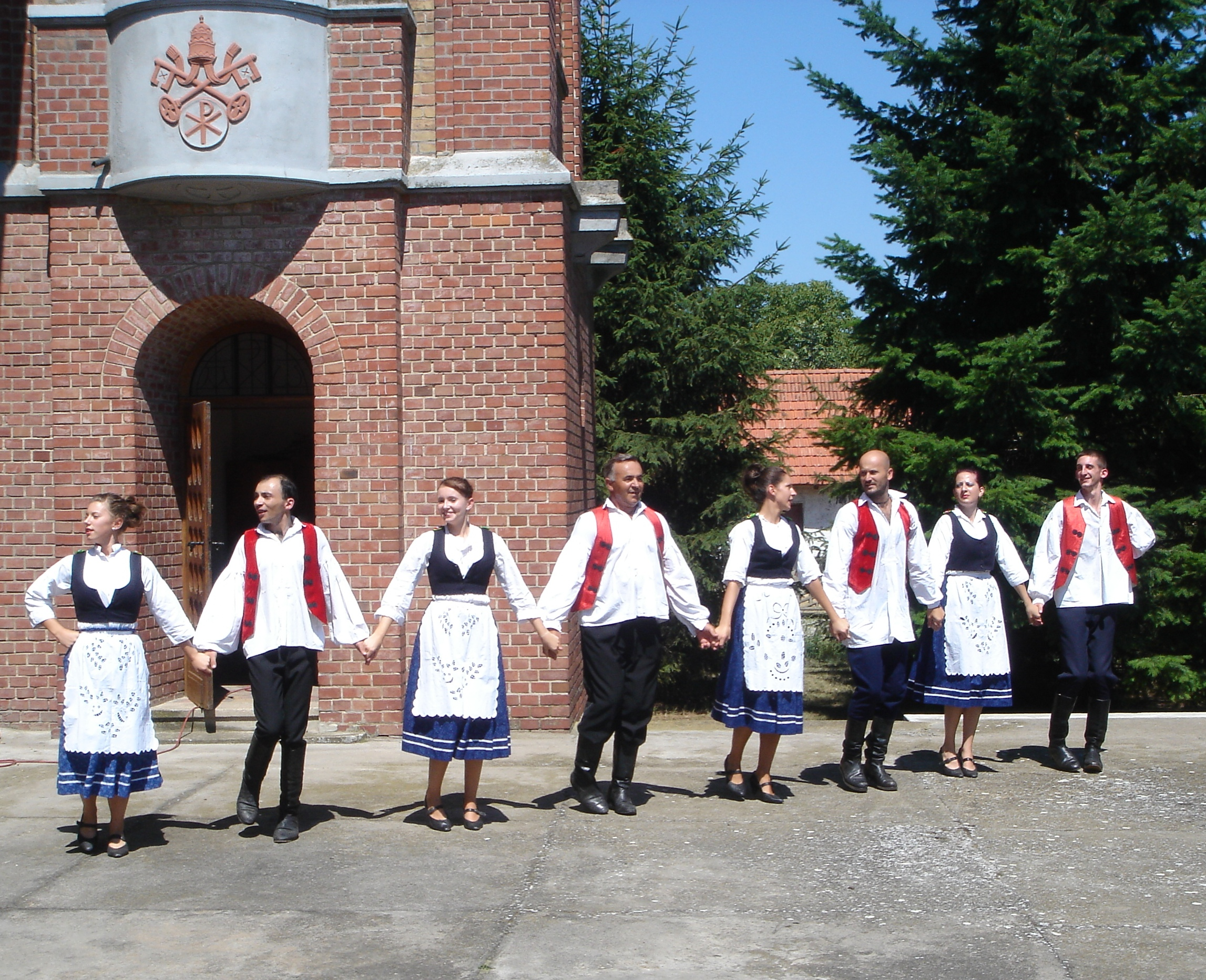
Magyar táncok a templom előtt

## Külső hivatkozások
- Kelebia Ménes (szerbül)